# Yasutarō Matsuki
Yasutarō Matsuki (松木安太郎?, Matsuki Yasutarō; Tokyo, 28 novembre 1957) è un allenatore di calcio ed ex calciatore giapponese, di ruolo difensore.